# حسن جوری
حسن جوری (درگذشته ۱۳ صفر ۷۴۳ قمری) معروف به شیخ حسن جوری  یکی از رهبرانِ مذهبی قیام سربداران در سده هشتم هجری و از شاگردان شیخ خلیفه مازندرانی بود. مبانی اندیشه وی «باور به تشیع دوازده امامی؛  و جهان‌بینی مهدویت، جدایی‌ناپذیری دین و مبارزه با ظلم و ستم» بود.

## سرگذشت
حسن جوری در قریهٔ جور یا جوری از توابع نیشابور به دنیا آمد
وی در زادگاه خود به تحصیل علوم دینی پرداخت وبعد از شاگردی نزد شیخ خلیفه،  به درجهٔ استادی رسید او در سال ۷۴۳ هجری به دستور امیر وجیه‌الدین مسعود، دومین امیر سربداران و به ضرب شمشیر یکی از سربداران به نام نصرالله جوینی به قتل رسید.

آرامگاه وی در شهرستان میامی و در۱۵۰ کیلومتری شرق شهر شاهرود، واقع در تقریبا یک کیلومتری روستای میراعلم حوالی روستای فرومد است. این آرامگاه دارای گنبدی مدور است که از خشت خام ساخته شده‌است. آخوند بزرگ نیز در مجاورت این آرامگاه مدفون است.

## آثار و یادمان‌ها
- در سال ۱۳۹۵ش، نخستین یادواره شیخ حسن جوری در زادگاه و خاستگاه وی، روستای جوری در حومۀ شهر نيشابور برگزار شد.[۵]

## یادکرد منابع
1. ↑  حقیقت، تاریخ جنبش سربداران و دیگر جنبش‌های ایرانیان در قرن هشتم هجری، ۱۳۰.
2. ↑  حافظ ابرو، پنج رساله تاریخی درباره حوادث دوران امیر تیمور گورگانی، ۲۰.
3. ↑  نوروزی، «جوری، شیخ حسن»، دائرةالمعارف بزرگ اسلامی، ۱۸:‎ ۷۰۷.
4. ↑  نبئی، اوضاع سیاسی و اجتماعی ایران در قرن هشتم هجری، ۱۰۰.
5. ↑  میراث آریا، «نخستین یادواره عالم مبارز شیخ حسن جوری در نيشابور برگزار شد»، خبرگزاری میراث آریا.